# Miller Valley
La Miller Valley (in lingua inglese: Valle Miller) è una piccola valle priva di neve situata tra il Drury Ridge e il Brown Ridge, nel Neptune Range, che fa parte dei Monti Pensacola in Antartide.

## Storia
La valle è stata mappata dall'United States Geological Survey (USGS) sulla base di rilevazioni e foto aeree scattate dalla U.S. Navy nel periodo 1956-66.
La denominazione è stata assegnata dall'Advisory Committee on Antarctic Names (US-ACAN) in onore del luogotenente Donald R. Miller, della U.S. Navy, pilota dell'aereo Douglas C-47 Dakota/Skytrain della squadriglia VX-6, che trasportò materiale di supporto logistico per il gruppo che condusse studi nel Neptune Range nel 1963-64.